# Rym homonimiczny
Rym homonimiczny – współbrzmienie, w którym uczestniczą homonimy, czyli wyrazy o tym samym brzmieniu, ale różnym znaczeniu, na przykład rak (skorupiak) – rak (nowotwór).
Rym homonimiczny trzeba odróżniać od rymu tautologicznego, w którym powtórzone zostaje to samo słowo w tym samym znaczeniu.